# Якуб Мурза Бучацький
Якуб Мурза Бучацький (пол. Jakub Murza Buczacki, бл. 1745—1835) — військовий, мандрівник, литовський татарин.

## Життєпис
Син ротмістра кавалерії народової Юзефа Бучацького. По батькови успадкував частину маєтків Малашівці, Лебедів, Михалків в Більському повіті Підляшшя.
Воював під керівництвом князя Григорія Потьомкіна. З 1786 року в складі артилерії руського воєводи Станіслава «Щенсного» Потоцького. Після участи Станіслава «Щенсного» Потоцького в Тарґовицькій конфедерації покинув Річ Посполиту, подався через Балкани до Туреччини, Аравії. В такий спосіб відбув обов'язковий для правовірного мусульманина хадж. Вивчав східні мови.
1795 року повернувся, розпоряджався маєтками, був мировим суддею Більського повіту. 1818—1822 років послом Сейму Королівства Польського, отримав допомогу Сейму через поганий стан маєтків.
Помер у маєтку.

### Сім'я
Дружина Зоф'я з Корицьких. Діти — 3 сини, донька.
- Селім Бучацький — син, на початку XIX ст. (подібно, разом з іншим татарином) переклад Корану з арабської мови
- Ян Бучацький — син Селіма, редактор праці батька, помер молодим 1857 року перед виходом у світ Корану у Варшаві 1858 року.
- Альберт Бучацький — внук Якуба Мурзи Бучацького, підофіцер полку уланів, брав участь в повстанні 1831 року, відзначений за мужність «Срібним хрестом».